# Llista de ministres d'Hisenda d'Espanya
Aquesta és la llista dels ministres d'Hisenda d'Espanya, en qualsevol de les seves denominacions històriques (ministre d'Hisenda, ministre d'hisenda i competitivitat, ministeri d'economia i hisenda, etc) des de 1717 fins a l'actualitat.

## Llista dels ministres d'Hisenda
| Període                                | Inici                                  | Fi                                       | Nom                                                | Notes                         | Fotografia |  |
| -------------------------------------- | -------------------------------------- | ---------------------------------------- | -------------------------------------------------- | ----------------------------- | ---------- |  |
| Regnat de Felip V                      | 2 d'abril de 1717                      | 1 de desembre de 1720                    | José Rodrigo y Villalpando (9)                     |                               |            |  |
| Regnat de Felip V                      | 17 de desembre de 1720                 | 14 de gener de 1724                      | Juan de Dios del Río González (8)                  |                               |            |  |
| R. de Lluís I                          | 24 de gener de 1724                    | 4 de setembre de 1724                    | Fernando Verdes Montenegro (8)                     |                               |            |  |
| Regnat de Felip V                      |                                        |                                          |                                                    |                               |            |  |
| 4 de setembre de 1724                  | 12 de desembre de 1725                 | Juan Bautista de Orendain Azpilcueta (8) |                                                    |                               |            |  |
| 12 de desembre de 1725                 | 1726                                   | Juan Guillermo Ripperdá (8)              |                                                    |                               |            |  |
| 1726                                   | 14 de maig de 1726                     | Francisco de Arriaza Medina (8)          |                                                    |                               |            |  |
| 14 de maig de 1726                     | 3 de novembre de 1726                  | Juan Bautista de Orendain Azpilcueta (8) |                                                    |                               |            |  |
| 3 de novembre de 1726                  | 23 de novembre de 1736                 | José Patiño Rosales (8)                  |                                                    |                               |            |  |
| 23 de novembre de 1736                 | 10 de març de 1739                     | Mateo Pablo Díaz de Lavandero (8)        |                                                    |                               |            |  |
| 10 de març de 1739                     | 13 de gener de 1740                    | Juan Bautista de Iturralde Gamio (8)     |                                                    |                               |            |  |
| 13 de gener de 1740                    | 27 de febrer de 1741                   | Fernando Verdes Montenegro (8)           |                                                    |                               |            |  |
| 27 de setembre de 1741                 | 11 d'abril de 1743                     | José del Campillo y Cossío (7)           |                                                    |                               |            |  |
| Regnat de Ferran VI                    | 21 de maig de 1743                     | 22 de juliol de 1754                     | Zenón de Somodevilla y Bengoechea (7)              |                               |            |  |
| Regnat de Ferran VI                    | 22 de juliol de 1754                   | 8 de desembre de 1759                    | Juan Francisco Ruiz de Gaona y Portocarrero (7)    |                               |            |  |
| Regnat de Carles III                   | 25 de desembre de 1759                 | 1 d'abril de 1766                        | Leopoldo de Gregorio, marquès d'Esquilace (7)      |                               |            |  |
| Regnat de Carles III                   | 1 d'abril de 1766                      | 25 de gener de 1785                      | Miguel de Múzquiz y Goyeneche (7)                  |                               |            |  |
| Regnat de Carles III                   | 25 de gener de 1785                    | 16 d'octubre de 1791                     | Pedro López de Lerena (7)                          |                               |            |  |
| Regnat de Carles IV                    | 16 d'octubre de 1791                   | 28 d'octubre de 1796                     | Diego de Gardoqui (7)                              |                               |            |  |
| Regnat de Carles IV                    | 28 d'octubre de 1796                   | 10 de juny de 1797                       | Pedro de Varela Ulloa (7)                          |                               |            |  |
| Regnat de Carles IV                    | 27 de juny de 1797                     | 21 de novembre de 1797                   | Nicolás Ambrosio Garro y Arizcun (7)               |                               |            |  |
| Regnat de Carles IV                    | 21 de novembre de 1797                 | 6 de setembre de 1798                    | Francisco de Saavedra y Sangronis (7)              |                               |            |  |
| Regnat de Carles IV                    | 6 de setembre de 1798                  | 28 de març de 1808                       | Miquel Gaietà Soler i Rabassa (7)                  |                               |            |  |
| Regnat de Josep I                      | 28 de març de 1808                     | 7 de juliol de 1808                      | Miguel José Azanza y Alegría (7)                   |                               |            |  |
| Regnat de Josep I                      | 7 de juliol de 1808                    | 27 d'abril de 1810                       | Francisco Cabarrús (7)                             |                               |            |  |
| Regnat de Josep I                      | 26 d'abril de 1810                     | 7 d'agost de 1810                        | José Martínez de Hervás (7)                        | Interí                        |            |  |
| Regnat de Josep I                      | 7 d'agost de 1810                      | 31 d'agost de 1810                       | Gonzalo O'Farril Herrera (7)                       | Interí                        |            |  |
| Regnat de Josep I                      | 31 d'agost de 1810                     | 27 de juny de 1813                       | Francisco Angulo (7)                               |                               |            |  |
| Junta Suprema Central                  | 15 d'octubre de 1808                   | 30 d'octubre de 1809                     | Francisco de Saavedra y Sangronis (7)              |                               |            |  |
| Junta Suprema Central                  | 2 de novembre de 1809                  | 2 de juny de 1810                        | Nicolás Ambrosio Garro y Arizcun (7)               |                               |            |  |
| Junta Suprema Central                  | 2 de juliol de 1810                    | 13 de novembre de 1810                   | Nicolás María Sierra (7)                           |                               |            |  |
| Junta Suprema Central                  | 13 de novembre de 1810                 | 14 de gener de 1811                      | José Company (7)                                   |                               |            |  |
| Junta Suprema Central                  | 14 de gener de 1811                    | 6 de febrer de 1812                      | José Canga Argüelles (7)                           |                               |            |  |
| Junta Suprema Central                  | 6 de febrer de 1812                    | 22 d'abril de 1812                       | Antonio Ranz Romanillos (7)                        |                               |            |  |
| Junta Suprema Central                  | 22 d'abril de 1812                     | 23 de juny de 1812                       | José Vázquez de Figueroa (7)                       |                               |            |  |
| Junta Suprema Central                  | 23 de juny de 1812                     | 1 d'octubre de 1812                      | Luis María Salazar (7)                             |                               |            |  |
| Junta Suprema Central                  | 1 d'octubre de 1812                    | 30 de març de 1813                       | Cristóbal Góngora Fernández Delgado (7)            |                               |            |  |
| Junta Suprema Central                  | 30 de març de 1813                     | 24 d'agost de 1813                       | Tomás José González Carvajal (7)                   |                               |            |  |
| Junta Suprema Central                  | 24 d'agost de 1813                     | 4 de maig de 1814                        | Julián Fernández Navarrete y Jiménez de Tejada (7) | Interí                        |            |  |
| Regnat de Ferran VII                   | 4 de maig de 1814                      | 29 de maig de 1814                       | Luis María Salazar (7)                             |                               |            |  |
| Regnat de Ferran VII                   | 29 de maig de 1814                     | 23 de setembre de 1814                   | Cristóbal Góngora Fernández Delgado (7)            |                               |            |  |
| Regnat de Ferran VII                   | 23 de setembre de 1814                 | 2 de febrer de 1815                      | Juan Pérez Villaamil (7)                           | Interí                        |            |  |
| Regnat de Ferran VII                   | 2 de febrer de 1815                    | 10 de desembre de 1815                   | Felipe González Vallejo (7)                        |                               |            |  |
| Regnat de Ferran VII                   | 21 d'abril de 1815                     | 10 de desembre de 1815                   | Francisco García Luna Peinado (7)                  | Oficial habilitat             |            |  |
| Regnat de Ferran VII                   | 10 de desembre de 1815                 | 27 de gener de 1816                      | José Ibarra Mateo (7)                              |                               |            |  |
| Regnat de Ferran VII                   | 27 de gener de 1816                    | 23 de desembre de 1816                   | Manuel López Araujo (7)                            |                               |            |  |
| Regnat de Ferran VII                   | 23 de desembre de 1816                 | 14 de setembre de 1818                   | Martín de Garay Perales (7)                        | Interí                        |            |  |
| Regnat de Ferran VII                   | 14 de setembre de 1818                 | 3 de setembre de 1819                    | José Imaz Baquedano (7)                            |                               |            |  |
| Regnat de Ferran VII                   | 3 de novembre de 1819                  | 22 de març de 1820                       | Antonio González Salmón (7)                        |                               |            |  |
| Regnat de Ferran VII                   | 22 de març de 1820                     | 2 de març de 1821                        | José Canga Argüelles (7)                           |                               |            |  |
| Regnat de Ferran VII                   | 2 de març de 1821                      | 4 de març de 1821                        | Luis Sorela Carcaño (7)                            | Interí                        |            |  |
| Regnat de Ferran VII                   | 4 de març de 1821                      | 31 d'octubre de 1821                     | Antonio Barata Barata (7)                          |                               |            |  |
| Regnat de Ferran VII                   | 31 d'octubre de 1821                   | 8 de gener de 1822                       | Ángel Vallejo Villalón (7)                         | Interí                        |            |  |
| Regnat de Ferran VII                   | 8 de gener de 1822                     | 11 de gener de 1822                      | José Imaz Baquedano (7)                            | Interí                        |            |  |
| Regnat de Ferran VII                   | 11 de gener de 1822                    | 24 de gener de 1822                      | Luis Sorela Carcaño (7)                            | Interí                        |            |  |
| Regnat de Ferran VII                   | 24 de gener de 1822                    | 30 de gener de 1822                      | Luis López Ballesteros Varela (7)                  |                               |            |  |
| Regnat de Ferran VII                   | 30 de gener de 1822                    | 28 de febrer de 1822                     | Luis Sorela Carcaño (7)                            | Interí                        |            |  |
| Regnat de Ferran VII                   | 28 de febrer de 1822                   | 5 d'agost de 1822                        | Felipe Sierra Pambley (7)                          |                               |            |  |
| Regnat de Ferran VII                   | 5 d'agost de 1822                      | 6 d'agost de 1822                        | Antonio Martínez Martínez (7)                      |                               |            |  |
| Regnat de Ferran VII                   | 6 d'agost de 1822                      | 28 d'abril de 1823                       | Mariano Egea Gallas (7)                            | Interí                        |            |  |
| Regnat de Ferran VII                   | 28 de febrer de 1823                   | 20 d'abril de 1823                       | Lorenzo Calvo de Rozas (7)                         |                               |            |  |
| Regnat de Ferran VII                   | 28 d'abril de 1823                     | 12 de maig de 1823                       | Manuel Cortés Aragón (7)                           | Interí                        |            |  |
| Regnat de Ferran VII                   | 13 de maig de 1823                     | 30 de setembre de 1823                   | Juan Antonio Yandiola Garay (7)                    |                               |            |  |
| Regnat de Ferran VII                   | 26 de maig de 1823                     | 2 de desembre de 1823                    | Juan Bautista Erro y Azpiroz (7)                   |                               |            |  |
| Regnat de Ferran VII                   | 2 de desembre de 1823                  | 30 de setembre de 1832                   | Luis López Ballesteros Varela (7)                  |                               |            |  |
| Regnat de Ferran VII                   | 1 d'octubre de 1832                    | 24 de març de 1833                       | Victoriano de Encima Piedra (7)                    |                               |            |  |
| Regnat de Ferran VII                   | 25 de març de 1833                     | 27 de desembre de 1833                   | Antonio Martínez Martínez (7)                      |                               |            |  |
| Regència de Maria Cristina             | 27 de desembre de 1833                 | 15 de gener de 1834                      | Francisco Javier de Burgos Olmo (7)                | Interí                        |            |  |
| Regència de Maria Cristina             | 15 de gener de 1834                    | 7 de febrer de 1834                      | José Aranalde Gorbieta (7)                         | Interí                        |            |  |
| Regència de Maria Cristina             | 7 de febrer de 1834                    | 18 de juny de 1834                       | José Imaz Baquedano (7)                            |                               |            |  |
| Regència de Maria Cristina             | 18 de juny de 1834                     | 13 de juny de 1835                       | José María Queipo de Llano (7)                     |                               |            |  |
| Regència de Maria Cristina             | 13 de juny de 1835                     | 15 de maig de 1836                       | Juan Álvarez Mendizábal                            |                               |            |  |
| Regència de Maria Cristina             | 15 de maig de 1836                     | 14 d'agost de 1836                       | José Ventura de Aguirre Solarte (7)                |                               |            |  |
| Regència de Maria Cristina             | 14 d'agost de 1836                     | 11 de setembre de 1836                   | Mariano Egea (7)                                   |                               |            |  |
| Regència de Maria Cristina             | 11 de setembre de 1836                 | 18 d'agost de 1837                       | Juan Álvarez Mendizábal (7)                        |                               |            |  |
| Regència de Maria Cristina             | 27 de març de 1837                     | 9 de juliol de 1837                      | Pío Pita Pizarro (7)                               |                               |            |  |
| Regència de Maria Cristina             | 1 d'octubre de 1837                    | 7 d'octubre de 1837                      | José María Pérez Quintana (7)                      | Interí                        |            |  |
| Regència de Maria Cristina             | 16 de desembre de 1837                 | 6 de setembre de 1838                    | Alejandro Mon y Menéndez (7)                       |                               |            |  |
| Regència de Maria Cristina             | 6 de setembre de 1838                  | 21 de novembre de 1838                   | José Vigil de Quiñones de León (7)                 |                               |            |  |
| Regència de Maria Cristina             | 6 de desembre de 1838                  | 10 de maig de 1839                       | Pío Pita Pizarro (7)                               |                               |            |  |
| Regència de Maria Cristina             | 10 de maig de 1839                     | 12 de maig de 1839                       | José Ferraz y Cornel (7)                           | Interí                        |            |  |
| Regència de Maria Cristina             | 12 de maig de 1839                     | 19 d'agost de 1839                       | Domingo Jiménez (7)                                | Interí                        |            |  |
| Regència de Maria Cristina             | 19 d'agost de 1839                     | 20 d'agost de 1839                       | José Ferraz y Cornel (7)                           | Interí                        |            |  |
| Regència de Maria Cristina             | 20 d'agost de 1839                     | 3 de setembre de 1839                    | José Primo de Rivera Ortiz de Pinedo (7)           | Interí                        |            |  |
| Regència de Maria Cristina             | 3 de setembre de 1839                  | 8 d'abril de 1840                        | José San Millán Coronel (7)                        |                               |            |  |
| Regència de Maria Cristina             | 8 d'abril de 1840                      | 20 de juliol de 1840                     | Ramón de Santillán González (7)                    |                               |            |  |
| Regència de Maria Cristina             | 20 de juliol de 1840                   | 19 d'agost de 1840                       | José Ferraz y Cornel (7)                           |                               |            |  |
| Regència de Maria Cristina             | 19 d'agost de 1840                     | 11 de setembre de 1840                   | José María Secades del Rivero (7)                  | Interí                        |            |  |
| Regència de Maria Cristina             | 11 de setembre de 1840                 | 16 de setembre de 1840                   | Domingo Jiménez (7)                                |                               |            |  |
| Regnat d' Isabel II                    | 3 d'octubre de 1840                    | 6 de març de 1841                        | Agustín Fernández Gamboa (7)                       |                               |            |  |
| Regnat d' Isabel II                    | 6 de març de 1841                      | 20 de maig de 1841                       | Joaquín María Ferrer Cafranga (7)                  | Interí                        |            |  |
| Regnat d' Isabel II                    | 21 de maig de 1841                     | 25 de maig de 1842                       | Pedro Surrá y Rull (7)                             |                               |            |  |
| Regnat d' Isabel II                    | 26 de maig de 1842                     | 17 de juny de 1842                       | Antonio María del Valle (7)                        | Interí                        |            |  |
| Regnat d' Isabel II                    | 17 de juny de 1842                     | 9 de maig de 1843                        | Ramón María Calatrava Peinado (7)                  |                               |            |  |
| Regnat d' Isabel II                    | 9 de maig de 1843                      | 19 de maig de 1843                       | Mateo Miguel Ayllón Alonso (7)                     |                               |            |  |
| Regnat d' Isabel II                    | 19 de maig de 1843                     | 30 de juliol de 1843                     | Juan Álvarez Mendizábal (7)                        |                               |            |  |
| Regnat d' Isabel II                    | 24 de juliol de 1843                   | 5 de novembre de 1843                    | Mateo Miguel Ayllón Alonso (7)                     |                               |            |  |
| Regnat d' Isabel II                    | 24 de novembre de 1843                 | 1 de desembre de 1843                    | Manuel Cantero de San Vicente (7)                  |                               |            |  |
| Regnat d' Isabel II                    | 1 de desembre de 1843                  | 10 de desembre de 1843                   | José Díaz de Serralde (7)                          | Interí                        |            |  |
| Regnat d' Isabel II                    | 10 de desembre de 1843                 | 3 de maig de 1844                        | Juan José García Carrasco Gómez Benítez (7)        |                               |            |  |
| Dècada Moderada                        | 3 de maig de 1844                      | 12 de febrer de 1846                     | Alejandro Mon y Menéndez (7)                       |                               |            |  |
| Dècada Moderada                        | 12 de febrer de 1846                   | 15 de febrer de 1846                     | Manuel María Sierra Moya (7)                       | Interí                        |            |  |
| Dècada Moderada                        | 15 de febrer de 1846                   | 16 de març de 1846                       | José de la Peña y Aguayo (7)                       |                               |            |  |
| Dècada Moderada                        | 16 de març de 1846                     | 4 d'abril de 1846                        | Francisco de Paula Orlando (7)                     |                               |            |  |
| Dècada Moderada                        | 5 d'abril de 1846                      | 12 d'abril de 1846                       | Manuel María Sierra Moya (7)                       | Interí                        |            |  |
| Dècada Moderada                        | 12 d'abril de 1846                     | 28 de gener de 1847                      | Alejandro Mon y Menéndez (7)                       |                               |            |  |
| Dècada Moderada                        | 28 de gener de 1847                    | 28 de març de 1847                       | Ramón de Santillán González (7)                    |                               |            |  |
| Dècada Moderada                        | 28 de març de 1847                     | 4 d'octubre de 1847                      | José de Salamanca y Mayol (7)                      |                               |            |  |
| Dècada Moderada                        | 4 d'octubre de 1847                    | 24 de desembre de 1847                   | Francisco de Paula Orlando (7)                     |                               |            |  |
| Dècada Moderada                        | 24 de desembre de 1847                 | 15 de juny de 1848                       | Manuel Bertrán de Lis y Ribes (7)                  |                               |            |  |
| Dècada Moderada                        | 15 de juny de 1848                     | 11 d'agost de 1848                       | Francisco de Paula Orlando (7)                     |                               |            |  |
| Dècada Moderada                        | 11 d'agost de 1848                     | 19 d'agost de 1849                       | Alejandro Mon y Menéndez (7)                       |                               |            |  |
| Dècada Moderada                        | 19 d'agost de 1849                     | 18 d'octubre de 1849                     | Juan Bravo Murillo (7)                             |                               |            |  |
| Dècada Moderada                        | 19 d'octubre de 1849                   | 20 d'octubre de 1849                     | Vicente Armesto Hernández (7)                      |                               |            |  |
| Dècada Moderada                        | 20 d'octubre de 1849                   | 29 de novembre de 1850                   | Juan Bravo Murillo (5)                             |                               |            |  |
| Dècada Moderada                        | 29 de novembre de 1850                 | 14 de gener de 1851                      | Manuel Seijas Lozano (5)                           |                               |            |  |
| Dècada Moderada                        | 14 de gener de 1851                    | 14 de desembre de 1852                   | Juan Bravo Murillo (5)                             |                               |            |  |
| Dècada Moderada                        | 14 de desembre de 1852                 | 10 de gener de 1853                      | Gabriel Aristizábal Reutt (5)                      |                               |            |  |
| Dècada Moderada                        | 10 de gener de 1853                    | 14 d'abril de 1853                       | Alejandro Llorente y Lannas (5)                    |                               |            |  |
| Dècada Moderada                        | 14 d'abril de 1853                     | 21 de juny de 1853                       | Manuel Bermúdez de Castro y Díez (5)               |                               |            |  |
| Dècada Moderada                        | 21 de juny de 1853                     | 19 de setembre de 1853                   | Lluís Maria Pastor i Rodríguez (5)                 |                               |            |  |
| Dècada Moderada                        | 19 de setembre de 1853                 | 17 de juliol de 1854                     | Jacint Feliu Domènech i Sastre (5)                 |                               |            |  |
| Bienni Progressista                    | 18 de juliol de 1854                   | 20 de juliol de 1854                     | Manuel Cantero de San Vicente (5)                  |                               |            |  |
| Bienni Progressista                    | 30 de juliol de 1854                   | 28 de desembre de 1854                   | José Manuel Collado y Parada (5)                   |                               |            |  |
| Bienni Progressista                    | 28 de desembre de 1854                 | 21 de gener de 1855                      | Juan Mata Sevillano Fraile (5)                     |                               |            |  |
| Bienni Progressista                    | 21 de gener de 1855                    | 6 de juny de 1855                        | Pascual Madoz Ibáñez (5)                           |                               |            |  |
| Bienni Progressista                    | 6 de juny de 1855                      | 7 de febrer de 1856                      | Juan Faustino Bruil y Olliarburu (5)               |                               |            |  |
| Bienni Progressista                    | 7 de febrer de 1856                    | 14 de juliol de 1856                     | Francisco Santa Cruz Pacheco (5)                   |                               |            |  |
| Regnat d' Isabel II                    | 14 de juliol de 1856                   | 20 de setembre de 1856                   | Manuel Cantero de San Vicente (5)                  |                               |            |  |
| Regnat d' Isabel II                    | 20 de setembre de 1856                 | 12 d'octubre de 1856                     | Pedro Salaverría Charitu (5)                       |                               |            |  |
| Regnat d' Isabel II                    | 12 d'octubre de 1856                   | 15 d'octubre de 1857                     | Manuel García Barzanallana (5)                     |                               |            |  |
| Regnat d' Isabel II                    | 15 d'octubre de 1857                   | 25 d'octubre de 1857                     | Victorio Fernández Lascoiti Fourquet (5)           | Interí                        |            |  |
| Regnat d' Isabel II                    | 25 d'octubre de 1857                   | 14 de gener de 1858                      | Alejandro Mon y Menéndez (5)                       |                               |            |  |
| Regnat d' Isabel II                    | 14 de gener de 1858                    | 30 de juny de 1858                       | José Sánchez Ocaña López de Hontiveros (5)         |                               |            |  |
| Regnat d' Isabel II                    | 30 de juny de 1858                     | 2 de març de 1863                        | Pedro Salaverría Charitu (5)                       |                               |            |  |
| Regnat d' Isabel II                    | 2 de març de 1863                      | 4 d'agost de 1863                        | José de Sierra Cárdenas (5)                        |                               |            |  |
| Regnat d' Isabel II                    | 4 d'agost de 1863                      | 13 d'octubre de 1863                     | Manuel Moreno López (5)                            |                               |            |  |
| Regnat d' Isabel II                    | 13 d'octubre de 1863                   | 17 de gener de 1864                      | Victorio Fernández Lascoiti Fourquet (5)           |                               |            |  |
| Regnat d' Isabel II                    | 17 de gener de 1864                    | 1 de març de 1864                        | Juan Bautista Trúpita Jiménez Cisneros (5)         |                               |            |  |
| Regnat d' Isabel II                    | 1 de març de 1864                      | 16 de setembre de 1864                   | Pedro Salaverría Charitu (5)                       |                               |            |  |
| Regnat d' Isabel II                    | 16 de setembre de 1864                 | 20 de febrer de 1865                     | Manuel García Barzanallana (5)                     |                               |            |  |
| Regnat d' Isabel II                    | 20 de febrer de 1865                   | 21 de juny de 1865                       | Alejandro de Castro Casal (5)                      |                               |            |  |
| Regnat d' Isabel II                    | 21 de juny de 1865                     | 28 de maig de 1866                       | Manuel Alonso Martínez (5)                         |                               |            |  |
| Regnat d' Isabel II                    | 28 de maig de 1866                     | 10 de juliol de 1866                     | Antonio Cánovas del Castillo (5)                   | Interí                        |            |  |
| Regnat d' Isabel II                    | 10 de juliol de 1866                   | 10 de febrer de 1868                     | Manuel García Barzanallana (5)                     |                               |            |  |
| Regnat d' Isabel II                    | 10 de febrer de 1868                   | 23 d'abril de 1868                       | José Sánchez Ocaña López de Hontiveros (5)         |                               |            |  |
| Regnat d' Isabel II                    | 23 d'abril de 1868                     | 30 de setembre de 1868                   | Manuel Orovio Echagüe (5)                          |                               |            |  |
| Sexenni Democràtic                     | 20 de setembre de 1868                 | 30 de setembre de 1868                   | José Magaz y Jaime (5)                             | Interí                        |            |  |
| Sexenni Democràtic                     | 8 d'octubre de 1868                    | 13 de juliol de 1869                     | Laureà Figuerola i Ballester (5)                   |                               |            |  |
| Sexenni Democràtic                     | 13 de juliol de 1869                   | 1 de novembre de 1869                    | Constantino de Ardanaz y Undabarrena (5)           |                               |            |  |
| Sexenni Democràtic                     | 1 de novembre de 1869                  | 2 de desembre de 1870                    | Laureà Figuerola i Ballester (5)                   |                               |            |  |
| Sexenni Democràtic                     | 2 de desembre de 1870                  | 10 de juliol de 1871                     | Segismundo Moret y Prendergast (5)                 |                               |            |  |
| Sexenni Democràtic                     | 10 de juliol de 1871                   | 24 de juliol de 1871                     | Práxedes Mateo Sagasta (5)                         | Interí                        |            |  |
| Sexenni Democràtic                     | 24 de juliol de 1871                   | 5 d'octubre de 1871                      | Servando Ruiz Gómez y González Llanos (5)          |                               |            |  |
| Sexenni Democràtic                     | 5 d'octubre de 1871                    | 20 de febrer de 1872                     | Santiago de Angulo Ortiz de Traspeña (5)           |                               |            |  |
| Sexenni Democràtic                     | 20 de febrer de 1872                   | 26 de maig de 1872                       | Juan Francisco Camacho de Alcorta (5)              |                               |            |  |
| Sexenni Democràtic                     | 26 de maig de 1872                     | 13 de juny de 1872                       | José Elduayen Gorriti (5)                          |                               |            |  |
| Sexenni Democràtic                     | 13 de juny de 1872                     | 19 de desembre de 1872                   | Servando Ruiz Gómez y González Llanos (5)          |                               |            |  |
| Sexenni Democràtic                     | 19 de desembre de 1872                 | 24 de febrer de 1873                     | José Echegaray y Eizaguirre (5)                    |                               |            |  |
| I República (1873-1874)                | 24 de febrer de 1873                   | 11 de juny de 1873                       | Joan Tutau i Vergés (5)                            |                               |            |  |
| I República (1873-1874)                | 11 de juny de 1873                     | 28 de juny de 1873                       | Teodor Làdico i Font (5)                           |                               |            |  |
| I República (1873-1874)                | 28 de juny de 1873                     | 4 de setembre de 1873                    | José Carvajal Hué (5)                              |                               |            |  |
| I República (1873-1874)                | 8 de setembre de 1873                  | 3 de gener de 1874                       | Manuel Pedregal y Cañedo (5)                       |                               |            |  |
| I República (1873-1874)                | 3 de gener de 1874                     | 4 de gener de 1874                       | Práxedes Mateo Sagasta (5)                         |                               |            |  |
| I República (1873-1874)                | 4 de gener de 1874                     | 13 de maig de 1874                       | José Echegaray y Eizaguirre (5)                    |                               |            |  |
| I República (1873-1874)                | 13 de maig de 1874                     | 31 de desembre de 1874                   | Juan Francisco Camacho de Alcorta (5)              |                               |            |  |
| Regnat d' Alfons XII (1874-1885)       | 31 de desembre de 1874                 | 20 de juliol de 1876                     | Pedro Salaverría y Charitu (5)                     |                               |            |  |
| Regnat d' Alfons XII (1874-1885)       | 20 de juliol de 1876                   | 11 de juliol de 1877                     | José García Barzanallana (5)                       |                               |            |  |
| Regnat d' Alfons XII (1874-1885)       | 11 de juliol de 1877                   | 19 de març de 1880                       | Manuel Orovio Echagüe (5)                          |                               |            |  |
| Regnat d' Alfons XII (1874-1885)       | 19 de març de 1880                     | 8 de febrer de 1881                      | Fernando Cos-Gayón y Pons (5)                      |                               |            |  |
| Regnat d' Alfons XII (1874-1885)       | 8 de febrer de 1881                    | 9 de gener de 1883                       | Juan Francisco Camacho de Alcorta (5)              |                               |            |  |
| Regnat d' Alfons XII (1874-1885)       | 9 de gener de 1883                     | 13 d'octubre de 1883                     | Justo Pelayo de la Cuesta Núñez (5)                |                               |            |  |
| Regnat d' Alfons XII (1874-1885)       | 13 d'octubre de 1883                   | 18 de gener de 1884                      | José Gallostra y Frau (5)                          |                               |            |  |
| Regnat d' Alfons XII (1874-1885)       | 18 de gener de 1884                    | 27 de novembre de 1885                   | Fernando Cos-Gayón y Pons (5)                      |                               |            |  |
| Regència de Maria Cristina (1885-1902) | 27 de novembre de 1885                 | 2 d'agost de 1886                        | Juan Francisco Camacho de Alcorta (5)              |                               |            |  |
| Regència de Maria Cristina (1885-1902) | 2 d'agost de 1886                      | 11 de desembre de 1888                   | Joaquín López Puigcerver (5)                       |                               |            |  |
| Regència de Maria Cristina (1885-1902) | 11 de desembre de 1888                 | 21 de gener de 1890                      | Venancio González y Fernández (5)                  |                               |            |  |
| Regència de Maria Cristina (1885-1902) | 21 de gener de 1890                    | 5 de juliol de 1890                      | Manuel de Eguilior y Llaguno (5)                   |                               |            |  |
| Regència de Maria Cristina (1885-1902) | 5 de juliol de 1890                    | 23 de novembre de 1891                   | Fernando Cos-Gayón y Pons (5)                      |                               |            |  |
| Regència de Maria Cristina (1885-1902) | 23 de novembre de 1891                 | 11 de desembre de 1892                   | Juan de la Concha Castañeda (5)                    |                               |            |  |
| Regència de Maria Cristina (1885-1902) | 11 de desembre de 1892                 | 12 de març de 1894                       | Germán Gamazo y Calvo (5)                          |                               |            |  |
| Regència de Maria Cristina (1885-1902) | 12 de març de 1894                     | 17 de desembre de 1894                   | Amós Salvador Rodrigáñez (5)                       |                               |            |  |
| Regència de Maria Cristina (1885-1902) | 17 de desembre de 1894                 | 23 de març de 1895                       | José Canalejas y Méndez (5)                        |                               |            |  |
| Regència de Maria Cristina (1885-1902) | 23 de març de 1895                     | 4 d'octubre de 1897                      | Juan Navarro Reverter (5)                          |                               |            |  |
| Regència de Maria Cristina (1885-1902) | 4 d'octubre de 1897                    | 4 de març de 1899                        | Joaquín López Puigcerver (5)                       |                               |            |  |
| Regència de Maria Cristina (1885-1902) | 4 de març de 1899                      | 6 de juliol de 1900                      | Raimundo Fernández Villaverde (5)                  |                               |            |  |
| Regència de Maria Cristina (1885-1902) | 6 de juliol de 1900                    | 6 de març de 1901                        | Manuel Allendesalazar Muñoz (5)                    |                               |            |  |
| Regència de Maria Cristina (1885-1902) | 6 de març de 1901                      | 19 de març de 1902                       | Ángel Urzáiz y Cuesta (5)                          |                               |            |  |
| Regència de Maria Cristina (1885-1902) | 19 de març de 1902                     | 17 de maig de 1902                       | Tirso Rodrigáñez y Sagasta (5)                     |                               |            |  |
| Regnat d' Alfons XIII (1902-1931)      | 17 de maig de 1902                     | 15 de novembre de 1902                   | Tirso Rodrigáñez y Sagasta (5)                     |                               |            |  |
| Regnat d' Alfons XIII (1902-1931)      | 15 de novembre de 1902                 | 6 de desembre de 1902                    | Manuel de Eguilior y Llaguno (5)                   |                               |            |  |
| Regnat d' Alfons XIII (1902-1931)      | 6 de desembre de 1902                  | 25 de març de 1903                       | Raimundo Fernández Villaverde (5)                  |                               |            |  |
| Regnat d' Alfons XIII (1902-1931)      | 25 de març de 1903                     | 20 de juliol de 1903                     | Faustino Rodríguez San Pedro (5)                   |                               |            |  |
| Regnat d' Alfons XIII (1902-1931)      | 20 de juliol de 1903                   | 5 de desembre de 1903                    | Augusto González Besada Mein (5)                   |                               |            |  |
| Regnat d' Alfons XIII (1902-1931)      | 5 de desembre de 1903                  | 16 de desembre de 1904                   | Guillermo de Osma y Scull (5)                      |                               |            |  |
| Regnat d' Alfons XIII (1902-1931)      | 16 de desembre de 1904                 | 27 de gener de 1905                      | Tomás Castellano y Villarroya (5)                  |                               |            |  |
| Regnat d' Alfons XIII (1902-1931)      | 27 de gener de 1905                    | 23 de juny de 1905                       | Antonio García Alix (5)                            |                               |            |  |
| Regnat d' Alfons XIII (1902-1931)      | 23 de juny de 1905                     | 18 de juliol de 1905                     | Ángel Urzáiz y Cuesta (5)                          |                               |            |  |
| Regnat d' Alfons XIII (1902-1931)      | 18 de juliol de 1905                   | 1 de desembre de 1905                    | José Echegaray Eizaguirre (5)                      |                               |            |  |
| Regnat d' Alfons XIII (1902-1931)      | 1 de desembre de 1905                  | 6 de juliol de 1906                      | Amós Salvador Rodrigáñez (5)                       |                               |            |  |
| Regnat d' Alfons XIII (1902-1931)      | 6 de juliol de 1906                    | 30 de novembre de 1906                   | Juan Navarro Reverter (5)                          |                               |            |  |
| Regnat d' Alfons XIII (1902-1931)      | 30 de novembre de 1906                 | 4 de desembre de 1906                    | Eleuterio Delgado y Martín (5)                     |                               |            |  |
| Regnat d' Alfons XIII (1902-1931)      | 4 de desembre de 1906                  | 25 de gener de 1907                      | Juan Navarro Reverter (5)                          |                               |            |  |
| Regnat d' Alfons XIII (1902-1931)      | 25 de gener de 1907                    | 23 de febrer de 1908                     | Guillermo de Osma y Scull (5)                      |                               |            |  |
| Regnat d' Alfons XIII (1902-1931)      | 23 de febrer de 1908                   | 14 de setembre de 1908                   | Cayetano Sánchez Bustillo (5)                      |                               |            |  |
| Regnat d' Alfons XIII (1902-1931)      | 14 de setembre de 1908                 | 21 d'octubre de 1909                     | Augusto González Besada Mein (5)                   |                               |            |  |
| Regnat d' Alfons XIII (1902-1931)      | 21 d'octubre de 1909                   | 9 de febrer de 1910                      | Juan Alvarado y del Saz (5)                        |                               |            |  |
| Regnat d' Alfons XIII (1902-1931)      | 9 de febrer de 1910                    | 3 d'abril de 1911                        | Eduardo Cobián y Roffignac (5)                     |                               |            |  |
| Regnat d' Alfons XIII (1902-1931)      | 3 d'abril de 1911                      | 12 de març de 1912                       | Tirso Rodrigáñez y Sagasta (5)                     |                               |            |  |
| Regnat d' Alfons XIII (1902-1931)      | 12 de març de 1912                     | 31 de desembre de 1912                   | Juan Navarro Reverter (5)                          |                               |            |  |
| Regnat d' Alfons XIII (1902-1931)      | 31 de desembre de 1912                 | 27 d'octubre de 1913                     | Félix Suárez Inclán (5)                            |                               |            |  |
| Regnat d' Alfons XIII (1902-1931)      | 27 d'octubre de 1913                   | 9 de desembre de 1915                    | Gabino Bugallal Araujo (5)                         |                               |            |  |
| Regnat d' Alfons XIII (1902-1931)      | 9 de desembre de 1915                  | 25 de febrer de 1916                     | Ángel Urzáiz y Cuesta (5)                          |                               |            |  |
| Regnat d' Alfons XIII (1902-1931)      | 25 de febrer de 1916                   | 30 d'abril de 1916                       | Miguel Villanueva y Gómez (5)                      |                               |            |  |
| Regnat d' Alfons XIII (1902-1931)      | 30 d'abril de 1916                     | 11 de juny de 1917                       | Santiago Alba Bonifaz (5)                          |                               |            |  |
| Regnat d' Alfons XIII (1902-1931)      | 11 de juny de 1917                     | 3 de novembre de 1917                    | Gabino Bugallal Araujo (5)                         |                               |            |  |
| Regnat d' Alfons XIII (1902-1931)      | 3 de novembre de 1917                  | 2 de març de 1918                        | Joan Ventosa i Calvell (5)                         |                               |            |  |
| Regnat d' Alfons XIII (1902-1931)      | 2 de març de 1918                      | 22 de març de 1918                       | Josep de Caralt i Sala (5)                         |                               |            |  |
| Regnat d' Alfons XIII (1902-1931)      | 22 de març de 1918                     | 9 de novembre de 1918                    | Augusto González Besada Mein (5)                   |                               |            |  |
| Regnat d' Alfons XIII (1902-1931)      | 9 de novembre de 1918                  | 5 de desembre de 1918                    | Santiago Alba Bonifaz (5)                          |                               |            |  |
| Regnat d' Alfons XIII (1902-1931)      | 5 de desembre de 1918                  | 5 de febrer de 1919                      | Fermín Calbetón y Blanchón (5)                     |                               |            |  |
| Regnat d' Alfons XIII (1902-1931)      | 5 de febrer de 1919                    | 15 d'abril de 1919                       | José Gómez Acebo (5)                               |                               |            |  |
| Regnat d' Alfons XIII (1902-1931)      | 15 d'abril de 1919                     | 20 de juliol de 1919                     | Juan de la Cierva y Peñafiel (5)                   |                               |            |  |
| Regnat d' Alfons XIII (1902-1931)      | 20 de juliol de 1919                   | 5 de maig de 1920                        | Gabino Bugallal Araujo (5)                         |                               |            |  |
| Regnat d' Alfons XIII (1902-1931)      | 5 de maig de 1920                      | 28 de gener de 1921                      | Lorenzo Domínguez Pascual (5)                      |                               |            |  |
| Regnat d' Alfons XIII (1902-1931)      | 28 de gener de 1921                    | 7 de juliol de 1921                      | Manuel de Argüelles y Argüelles (5)                |                               |            |  |
| Regnat d' Alfons XIII (1902-1931)      | 7 de juliol de 1921                    | 14 d'agost de 1921                       | Mariano Ordóñez García (5)                         |                               |            |  |
| Regnat d' Alfons XIII (1902-1931)      | 14 d'agost de 1921                     | 8 de març de 1922                        | Francesc Cambó i Batlle (5)                        |                               |            |  |
| Regnat d' Alfons XIII (1902-1931)      | 8 de març de 1922                      | 4 de desembre de 1922                    | Francisco Bergamín García (5)                      |                               |            |  |
| Regnat d' Alfons XIII (1902-1931)      | 4 de desembre de 1922                  | 7 de desembre de 1922                    | Juan José Ruano de la Sota (5)                     |                               |            |  |
| Regnat d' Alfons XIII (1902-1931)      | 7 de desembre de 1922                  | 4 d'abril de 1923                        | José Manuel Pedregal y Sánchez Calvo (5)           |                               |            |  |
| Regnat d' Alfons XIII (1902-1931)      | 4 d'abril de 1923                      | 3 de setembre de 1923                    | Miguel Villanueva y Gómez (5)                      |                               |            |  |
| Regnat d' Alfons XIII (1902-1931)      | 3 de setembre de 1923                  | 15 de setembre de 1923                   | Félix Suárez Inclán (5)                            |                               |            |  |
| Regnat d' Alfons XIII (1902-1931)      | 17 de setembre de 1923                 | 21 de desembre de 1923                   | Enrique Illana y Sánchez de Vargas (5)             |                               |            |  |
| Regnat d' Alfons XIII (1902-1931)      | 21 de desembre de 1923                 | 5 de febrer de 1924                      | Carlos Vergara Caillaux (5)                        |                               |            |  |
| Regnat d' Alfons XIII (1902-1931)      | 25 de febrer de 1924                   | 21 de desembre de 1925                   | José Corral y Larre (5)                            |                               |            |  |
| Regnat d' Alfons XIII (1902-1931)      | 31 de desembre de 1925                 | 21 de gener de 1930                      | José Calvo Sotelo (5)                              |                               |            |  |
| Regnat d' Alfons XIII (1902-1931)      | 3 de novembre de 1928                  | 21 de gener de 1930                      | Francisco Moreno Zulueta (6)                       |                               |            |  |
| Regnat d' Alfons XIII (1902-1931)      | 21 de gener de 1930                    | 30 de gener de 1930                      | Francisco Moreno Zulueta (5)                       |                               |            |  |
| Regnat d' Alfons XIII (1902-1931)      | 21 de gener de 1930                    | 30 de gener de 1930                      | Sebastian Castedo Palero (6)                       |                               |            |  |
| Regnat d' Alfons XIII (1902-1931)      | 30 de gener de 1930                    | 20 d'agost de 1930                       | Manuel de Argüelles y Argüelles (5)                |                               |            |  |
| Regnat d' Alfons XIII (1902-1931)      | 30 de gener de 1930                    | 3 de febrer de 1930                      | Manuel de Argüelles y Argüelles (6)                |                               |            |  |
| Regnat d' Alfons XIII (1902-1931)      | 3 de febrer de 1930                    | 20 d'agost de 1930                       | Julio Wais San Martín (6)                          |                               |            |  |
| Regnat d' Alfons XIII (1902-1931)      | 20 d'agost de 1930                     | 18 de febrer de 1931                     | Julio Wais San Martín (5)                          |                               |            |  |
| Regnat d' Alfons XIII (1902-1931)      | 20 d'agost de 1930                     | 18 de febrer de 1931                     | Luis Rodríguez de Viguri (6)                       |                               |            |  |
| Regnat d' Alfons XIII (1902-1931)      | 18 de febrer de 1931                   | 14 d'abril de 1931                       | Joan Ventosa i Calvell (5)                         |                               |            |  |
| Regnat d' Alfons XIII (1902-1931)      | 18 de febrer de 1931                   | 14 d'abril de 1931                       | Gabino Bugallal Araujo (6)                         |                               |            |  |
| II República (1931-1939)               | 14 d'abril de 1931                     | 16 de desembre de 1931                   | Indalecio Prieto Tuero                             | PSOE                          |            |  |
| II República (1931-1939)               | 16 de desembre de 1931                 | 12 de juny de 1933                       | Jaume Carner i Romeu                               | ERC                           |            |  |
| II República (1931-1939)               | 12 de juny de 1933                     | 12 de setembre de 1933                   | Agustín Viñuales Pardo                             | Indep.                        |            |  |
| II República (1931-1939)               | 12 de setembre de 1933                 | 3 de maig de 1934                        | Antonio Lara Zárate                                | PRR                           |            |  |
| II República (1931-1939)               | 3 de maig de 1934                      | 3 d'abril de 1935                        | Manuel Marraco Ramón                               | PRR                           |            |  |
| II República (1931-1939)               | 3 d'abril de 1935                      | 6 de maig de 1935                        | Alfredo de Zavala y Lafora                         | PRP                           |            |  |
| II República (1931-1939)               | 6 de maig de 1935                      | 30 de desembre de 1935                   | Joaquín Chapaprieta Torregrosa                     | Indep.                        |            |  |
| II República (1931-1939)               | 30 de desembre de 1935                 | 19 de febrer de 1936                     | Manuel Rico Avello                                 | Indep.                        |            |  |
| II República (1931-1939)               | 19 de febrer de 1936                   | 13 de maig de 1936                       | Gabriel Franco López                               | IR                            |            |  |
| II República (1931-1939)               | 13 de maig de 1936                     | 4 de setembre de 1936                    | Enrique Ramos y Ramos                              | IR                            |            |  |
| II República (1931-1939)               | 4 de setembre de 1936                  | 5 d'abril de 1938                        | Juan Negrín López                                  | PSOE                          |            |  |
| II República (1931-1939)               | 5 d'abril de 1938                      | 1 d'abril de 1939                        | Francisco Méndez Aspe                              | IR                            |            |  |
| Franquisme (1936-1975)                 | 3 d'octubre de 1936                    | 9 d'agost de 1939                        | Andrés Amado y Reygondaud de Villebardet           |                               |            |  |
| Franquisme (1936-1975)                 | 9 d'agost de 1939                      | 20 de maig de 1941                       | José Larraz López                                  |                               |            |  |
| Franquisme (1936-1975)                 | 20 de maig de 1941                     | 18 de juliol de 1951                     | Joaquín Benjumea Burín                             |                               |            |  |
| Franquisme (1936-1975)                 | 18 de juliol de 1951                   | 25 de febrer de 1957                     | Francisco Gómez de Llano                           |                               |            |  |
| Franquisme (1936-1975)                 | 25 de febrer de 1957                   | 7 de juliol de 1965                      | Mariano Navarro Rubio                              |                               |            |  |
| Franquisme (1936-1975)                 | 7 de juliol de 1965                    | 29 d'octubre de 1969                     | Juan José Espinosa San Martín                      |                               |            |  |
| Franquisme (1936-1975)                 | 29 d'octubre de 1969                   | 9 de juny de 1973                        | Alberto Monreal Luque                              |                               |            |  |
| Franquisme (1936-1975)                 | 9 de juny de 1973                      | 29 d'octubre de 1974                     | Antonio Barrera de Irimo                           |                               |            |  |
| Franquisme (1936-1975)                 | 29 d'octubre de 1974                   | 12 de desembre de 1975                   | Rafael Cabello de Alba Gracia                      |                               |            |  |
| Regnat de Joan Carles I (1975 -)       | 12 de desembre de 1975                 | 5 de juliol de 1976                      | Juan Miguel Villar Mir                             |                               |            |  |
| Regnat de Joan Carles I (1975 -)       | 5 de juliol de 1976                    | 4 de juliol de 1977                      | Eduardo Carriles Galarraga                         |                               |            |  |
| Regnat de Joan Carles I (1975 -)       | 4 de juliol de 1977                    | 6 d'abril de 1979                        | Francisco Fernández Ordóñez (5)                    | UCD                           |            |  |
| Regnat de Joan Carles I (1975 -)       | 4 de juliol de 1977                    | 25 de febrer de 1978                     | Enrique Fuentes Quintana (1)                       | UCD                           |            |  |
| Regnat de Joan Carles I (1975 -)       | 25 de febrer de 1978                   | 6 d'abril de 1979                        | Fernando Abril Martorell (2)                       | UCD                           |            |  |
| Regnat de Joan Carles I (1975 -)       | 6 d'abril de 1979                      | 2 de desembre de 1982                    | Jaime García Añoveros (5)                          | UCD                           |            |  |
| Regnat de Joan Carles I (1975 -)       | 6 d'abril de 1979                      | 8 de setembre de 1980                    | Fernando Abril Martorell (1)                       | UCD                           |            |  |
| Regnat de Joan Carles I (1975 -)       | 8 de setembre de 1980                  | 26 de febrer de 1981                     | Leopoldo Calvo-Sotelo (1)                          | UCD                           |            |  |
| Regnat de Joan Carles I (1975 -)       | 6 d'abril de 1979                      | 8 de setembre de 1980                    | José Luis Leal Maldonado (2)                       | UCD                           |            |  |
| Regnat de Joan Carles I (1975 -)       | 8 de setembre de 1980                  | 1 de desembre de 1981                    | Juan Antonio García Díez (3)                       | UCD                           |            |  |
| Regnat de Joan Carles I (1975 -)       | 1 de desembre de 1981                  | 2 de desembre de 1982                    | Juan Antonio García Díez (2)                       | UCD                           |            |  |
| Regnat de Joan Carles I (1975 -)       | 3 de desembre de 1982                  | 6 de juliol de 1985                      | Miguel Boyer Salvador (4)                          | PSOE                          |            |  |
| Regnat de Joan Carles I (1975 -)       | 6 de juliol de 1985                    | 13 de juliol de 1993                     | Carlos Solchaga Catalán (4)                        | PSOE                          |            |  |
| Regnat de Joan Carles I (1975 -)       | 14 de juliol de 1993                   | 5 de maig de 1996                        | Pedro Solbes Mira (4)                              | PSOE                          |            |  |
| Regnat de Joan Carles I (1975 -)       | 6 de maig de 1996                      | 17 d'abril de 2004                       | Rodrigo Rato Figaredo (4) y (2)                    | PP                            |            |  |
| Regnat de Joan Carles I (1975 -)       | 28 d'abril de 2000                     | 17 d'abril de 2004                       | Cristóbal Montoro Romero (5)                       | PP                            |            |  |
| Regnat de Joan Carles I (1975 -)       | 18 d'abril de 2004                     | 7 d'abril de 2009                        | Pedro Solbes Mira (4)                              | PSOE                          |            |  |
| Regnat de Joan Carles I (1975 -)       | 7 d'abril de 2009                      | 22 de desembre de 2011                   | Elena Salgado (4)                                  | PSOE                          |            |  |
| Regnat de Joan Carles I (1975 -)       | Regnat de Felip VI (2014 - actualitat) | 22 de desembre de 2011                   | 1 de juny de 2018                                  | Cristóbal Montoro Romero (10) | PP         |  |
| Regnat de Joan Carles I (1975 -)       | Regnat de Felip VI (2014 - actualitat) | 22 de desembre de 2011                   | 8 de març de 2018                                  | Luis de Guindos Jurado (11)   | PP         |  |
| 8 de març de 2018                      | Regnat de Felip VI (2014 - actualitat) | 1 de juny de 2018                        | Román Escolano Olivares (11)                       | PP                            |            |  |
| 7 de juny de 2018                      | Regnat de Felip VI (2014 - actualitat) | En l'actualitat                          | Nadia María Calviño Santamaría (12)                | PSOE                          |            |  |